# Гоэс, Йеилер
Йеилер Андрес Гоэс (англ. Yéiler Andrés Góez; род. 1 ноября 1999, Медельин) — колумбийский футболист, полузащитник колумбийского клуба «Атлетико Насьональ», на правах аренды выступающий за аргентинский «Магальянес».

## Клубная карьера
Гоэс — воспитанник клуба «Атлетико Насьональ». 6 сентября 2018 года в матче против «Атлетико Букараманга» он дебютировал в Кубке Мустанга.